# Natalie Massenet

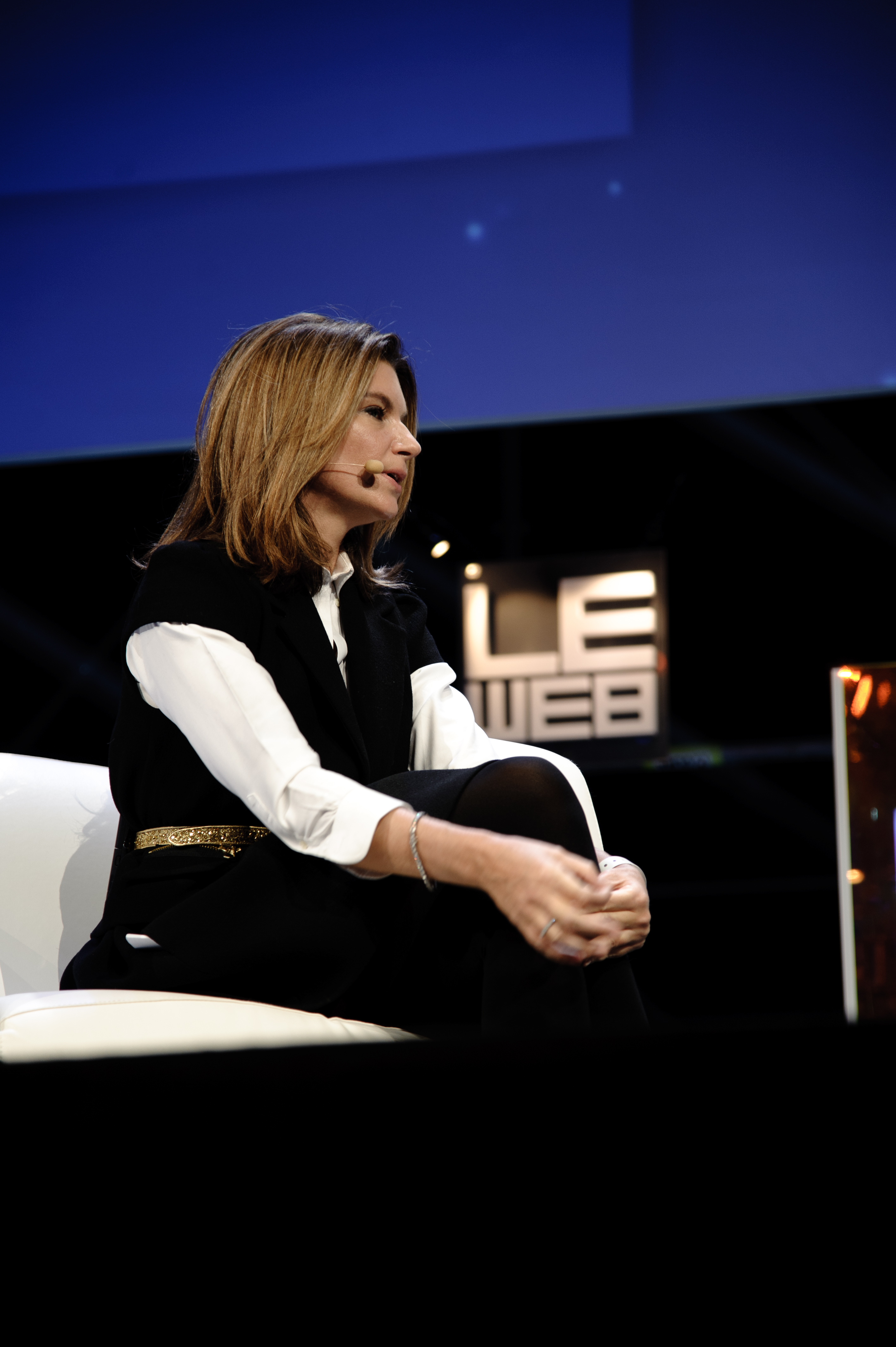
Natalie Massenet (2011)

Dame Natalie Massenet DBE (* 13. Mai 1965 in Paris) ist eine britisch-amerikanische Unternehmerin und die Gründerin von Net-A-Porter, einem Internet-Einzelhändler für Designerkleidung und -accessoires mit Sitz in London.

## Leben
Natalie Massenet wurde 1965 als Tochter von Barbara, einem britischen Model und Bob Rooney, einem US-amerikanischen Journalisten, geboren. Sie wuchs in Paris und Los Angeles auf. Nach ihrem Schulabschluss studierte sie Literaturwissenschaft an der University of California, Los Angeles, und arbeitete anschließend als Regie-Assistentin für Low-Budget-Filme. Ab 1993 arbeitete sie für Women’s Wear Daily, anschließend für das Magazin Tatler in London. Während dieser Zeit entstand ihre Idee für einen Internet-Versand für Designerkleidung. Im Juni 2000 gründete sie mit finanzieller Unterstützung ihres Ehemannes Net-A-Porter. Am 1. April 2010 verkaufte sie Net-A-Porter-Anteile in Höhe von 18 % an den Schweizer Luxusgüter-Konzern Richemont für £ 50 Millionen (knapp € 61 Millionen). Massenet verkaufte im September 2015 ihre übrigen NAP-Anteile für ca. 136 Millionen Euro an den italienischen Mode-Konzern Yoox SpA (neuer Inhaber von NAP seit März 2015) und verließ daraufhin das Unternehmen. Sie konzentrierte sich von diesem Zeitpunkt an auf ihren Vorsitz des British Fashion Council. 2017 Übernahm sie dann eine Rolle im Vorsitz von Farfetch.
Sie war mit Arnaud Massenet, einem französischen Hedge-Fund-Manager verheiratet, mit dem sie zwei Töchter hat und lebt in London. Für ihre Verdienste um die britische Wirtschaft wurde sie im November 2009 als Member in den Order of the British Empire aufgenommen. Zum 31. Dezember 2015 wurde sie als Dame Commander desselben Ordens geadelt und führt seither das Adelsprädikat „Dame“.